# Templo Wen Wu
O Templo Wen Wu ou Templo Wenwu (chinês tradicional: 文武廟) é um tipo de templo na China que serve para venerar tanto os deuses patronos de assuntos civis e marciais em um mesmo complexo do templo. No sul da China, o deus civil ou Wéndì (chinês tradicional: 文帝), é Wenchang (chinês tradicional: 文昌) e no norte é Confúcio, tanto na região do norte quanto na região do sul o deus marcial ou Wǔdì (chinês tradicional: 武帝) é Guan Yu (chinês tradicional: 關帝). Embora os templos para as divindades civis ou marciais sejam difundidos, é relativamente raro ter templos que servem para a veneração de ambas as divindades. Templos Wen Wu foram patrocinados por pessoas das dinastias Ming e Qing que procuravam obter o sucesso nos exames imperiais, que foram divididos em exames civis e militares, e por aqueles que procuravam algum tipo de avanço nas profissões que poderiam ser interpretadas como caindo sob a égide de qualquer um desses deuses; por exemplo, até o dia de hoje os funcionários públicos fazem ofertas ao deus civil, enquanto que policiais ou militares ao deus marcial.

## Exemplos de tempos Wen Wu

Imagem da entrada principal do templo Sun Moon Lake Wen Wu, localizado no Sun Moon Lake, em Taiwan.

### China continental
- Templo Danleng Weng Wu, em Meishan, Sichuan, construído durante o período Yongxi (984—987 CE) do reinado do Imperador Taizong of Song, reconstruído durante o reinado do Imperador Jiajing (1522-1566) durante a Dinastia Ming e expandida no septuagésimo ano (1827 CE) do Imperador Daoguang de Qing. O templo é dito ser a alma mater do Su Shi, um escritor, poeta, pintor, calígrafo, farmacologista, gastrônomo, e um estadista chinês da época da dinastia Sung.

### Hong Kong
A transliteração cantonesa de 文武廟 é Man Mo Miu, existem templos em
- Sheung Wan
- Tai Po
- Pak Ngan Heung, Mui Wo, Ilha Lantau

### Taiwan
Em Taiwan, existem templos Wen Wu em
- Lukang, Changhua
- Sun Moon Lake, o Templo Sun Moon Lake Wen Wu foi construído durante a ocupação japonesa em Taiwan, de 1895 a 1945, depois que dois templos que margeavam um lago tiveram que ser removidos, o templo Longfeng e o  templo Ihuatang de Shuishotsun, devido a elevação dos níveis da água, para a construção de suas usinas hidrelétricas. Com o dinheiro da compensação paga pelos dois templos removidos, os gerentes dos templos decidiram se unir e construir um único e novo templo, que dura até hoje.[1]
- Nova Taipé